# 琉球乳豆
琉球乳豆（学名：Galactia tashiroi），又名田代氏乳豆，为豆科乳豆属下的一种草本植物，分佈于台灣和琉球群島。琉球乳豆全株披毛，三出葉，總狀花序，蝶形花瓣，結莢果。

## 扩展阅读
- 維基物種上的相關：琉球乳豆